# Хунафлоуи
Хунафлоуи (на исландски: Húnaflói) е голям залив в южната част на Гренландско море, на северното крайбрежие на Исландия. Разположен е между големия Северозападен полуостров на запад и полуостров Скагахейди на изток. Вдава се в сушата на 100 km. Ширина на входа 40 km, максимална 60 km. Дълбочина до 217 m в централната част. Бреговете на Хунафлоуи са високи и стръмни на запад, а на юг и изток предимно низинни и плоски. Те са силно разчленени от множество по-малки заливи и фиорди (Хунафиорд с лагуната Хоуп, Стейнгриймсфиорд, Хрутафиорд, Битрюфиорд, Мидфиорд, Рейкярфиорд и др.) и полуострови между тях (Ватънснес и др.). В него се намират няколко малки островчета, като най-голям е Гримсей в западната част. В залива се вливат множество малки, но пълноводни и бурни реки: Фасау, Лахсау, Бландау, Ватънсдалсау, Видидалсау, Нипсау, Стадарау, Селау и др. Приливите са полуденонощни с височина около 2 m. От октомври до юни е покрит с плаващи ледове, които се пренасят от север. По крайбрежието му са разположени няколко рибарски селища, като най-големи са ХьовдаКьойстадур и Хвамстаунги.